# Sławomir Mordarski
Sławomir Mordarski (Nowy Sącz, 4 de enero de 1979) es un deportista polaco que compitió en piragüismo en la modalidad de eslalon. Ganó tres medallas en el Campeonato Mundial de Piragüismo en Eslalon entre los años 1999 y 2003, y dos medallas en el Campeonato Europeo de Piragüismo en Eslalon, plata en 1996 y bronce en 2004.

## Palmarés internacional
| Campeonato Mundial | Campeonato Mundial            | Campeonato Mundial | Campeonato Mundial |
| Año                | Lugar                         | Medalla            | Competición        |
| ------------------ | ----------------------------- | ------------------ | ------------------ |
| 1999               | Seo de Urgel (España)         | Medalla de oro     | C1 por equipos     |
| 2002               | Bourg-Saint-Maurice (Francia) | Medalla de bronce  | C2 por equipos     |
| 2003               | Augsburgo (Alemania)          | Medalla de bronce  | C2 por equipos     |
| Campeonato Europeo |                               |                    |                    |
| Año                | Lugar                         | Medalla            | Competición        |
| 1996               | Augsburgo (Alemania)          | Medalla de plata   | C2 por equipos     |
| 2004               | Skopie (Macedonia)            | Medalla de bronce  | C2 por equipos     |